# Anton Lutz (Politiker, 1921)
Anton Lutz (* 14. April 1921 in Moosheim, Landkreis Saulgau; † 27. Mai 2004 in Bad Saulgau) war ein deutscher Landtagsabgeordneter der CDU in Baden-Württemberg.

## Leben
Lutz wurde 1921 in Moosheim geboren. Er machte im Frühjahr 1939 das Abitur am Gymnasium Ehingen. Danach war er zum Reichsarbeitsdienst und dann zum Wehrdienst eingezogen. Im Krieg wurde er zum Leutnant befördert und war zuletzt Batterieführer. Nach der Kriegsgefangenschaft bei den Amerikanern studierte er von 1945 bis 1948 katholische Theologie an der Universität Tübingen. Danach studierte er Philologie und Geschichte und schloss mit dem Staatsexamen ab. Ab 1952 arbeitete er an verschiedenen Gymnasien. 1963 wurde er Oberstudiendirektor und 1966 Leiter des staatlichen Aufbaugymnasiums in Saulgau.

### Politische Karriere
Seit 1959 war er Gemeinderat in Riedlingen und Kreisverordneter. Seit Dezember 1966 war er Mitglied des Landtags. Er wurde der Nachfolger von Kurt Georg Kiesinger und war auch in der 5. Wahlperiode im Landtag.